# Verrucaria radiata
Verrucaria radiata är en lavart som först beskrevs av J. W. Thomson, och fick sitt nu gällande namn av Breuss. Verrucaria radiata ingår i släktet Verrucaria och familjen Verrucariaceae.   Inga underarter finns listade i Catalogue of Life.